# Pere Roig i Junyent
Pere Roig i Junyent   (Terrassa, 22 de desembre de 1938 - Terrassa, 22 de novembre de 2018) fou un jugador d'hoquei sobre herba terrassenc, guanyador d'una medalla olímpica.
Amb 21 anys va participar en els Jocs Olímpics d'Estiu de 1960 realitzats a Roma (Itàlia), la seva única participació olímpica, on va guanyar la medalla de bronze en la competició masculina per equips d'hoquei sobre herba. A nivell de clubs jugà tota la seva carrera esportiva al Club Deportiu Terrassa, amb qui guanyà dos Campionats de Catalunya (1956, 1959) i dues Copes del Generalísimo (1966, 1967).